# Air Tahiti Nui

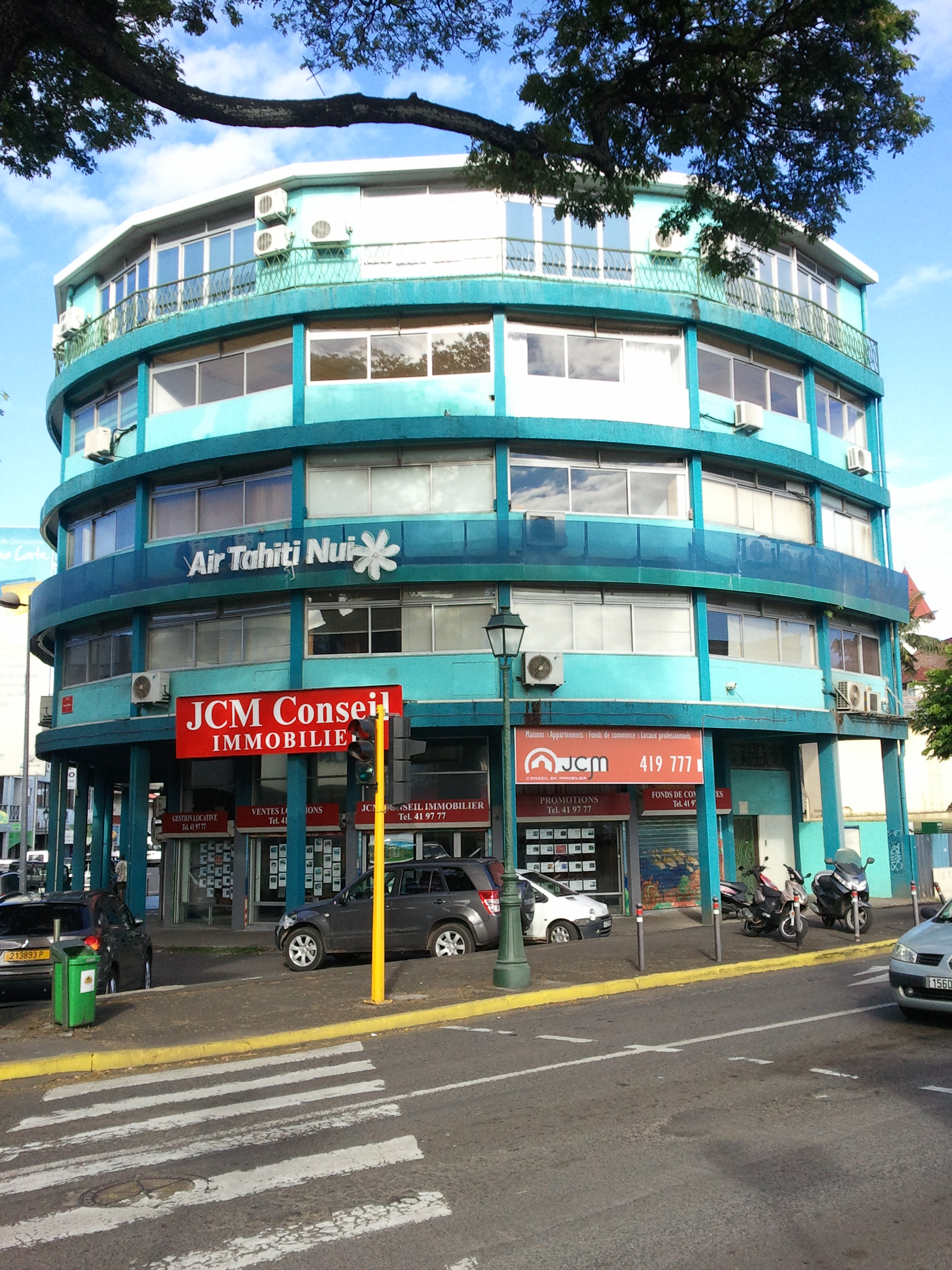
Штаб-квартира авіакомпанії

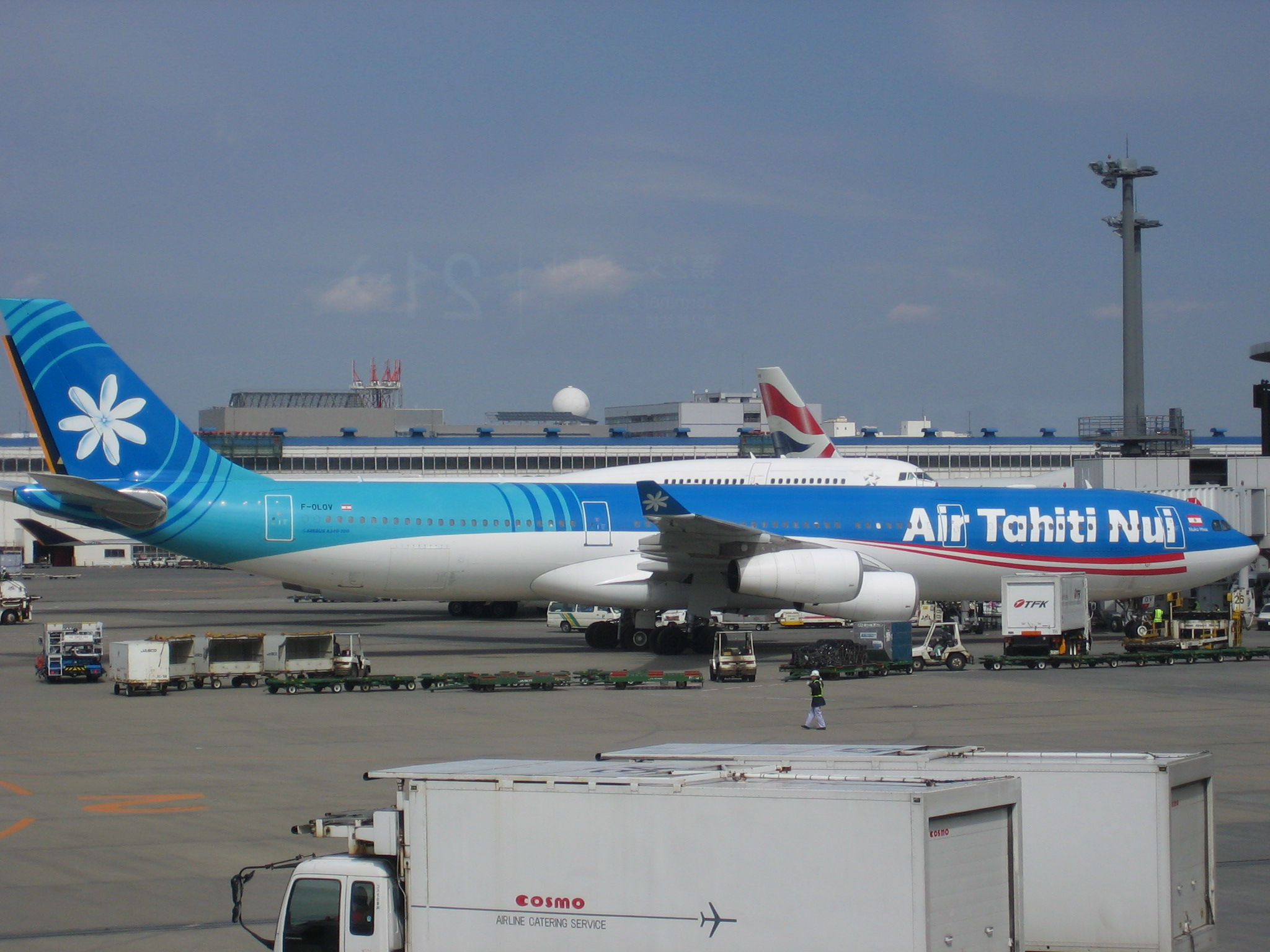
Airbus A340-300 авіакомпанії Air Tahiti Nui в міжнародному аеропорту Наріта (Токіо)

Air Tahiti Nui — флагманська авіакомпанія Французької Полінезії зі штаб-квартирою в місті Папеете (Таїті), що працює на ринку міжнародних авіаперевезень.
Портом приписки авіакомпанії і її головним транзитним вузлом (хабом) є міжнародний аеропорт Фааа.

## Історія
Air Tahiti Nui була заснована 31 жовтня 1996 року і початку операційну діяльність 20 грудня 1998 року, ставши першою комерційної авіакомпанією Таїті, обслуговує міжнародні маршрути. Основним власником компанії є уряд Таїті (61,7 %), співвласниками — місцеві інвестори.
В 2013 році в штаті авіакомпанії працювали 782 працівника.

## Маршрутна мережа
У квітні 2012 року маршрутна мережа регулярних перевезень авіакомпанії Air Tahiti Nui включала в себе такі пункти призначення:
| [Хаб] | Хаб                |
| †     | Припинені маршрути |

### Партнерські угоди
Air Tahiti Nui має код-шерінгові угоди з такими авіакомпаніями:
| - Air France — Париж - Air New Zealand — у Окленд - American Airlines — в Лос-Анджелес - Delta Air Lines — в Лос-Анджелес і Токіо | - Japan Airlines в Токіо - Qantas — на рейсах з Окленда в Брисбен, Мельбурн і Сідней - Vietnam Airlines — на маршруті Токіо-Хошимін |

## Флот

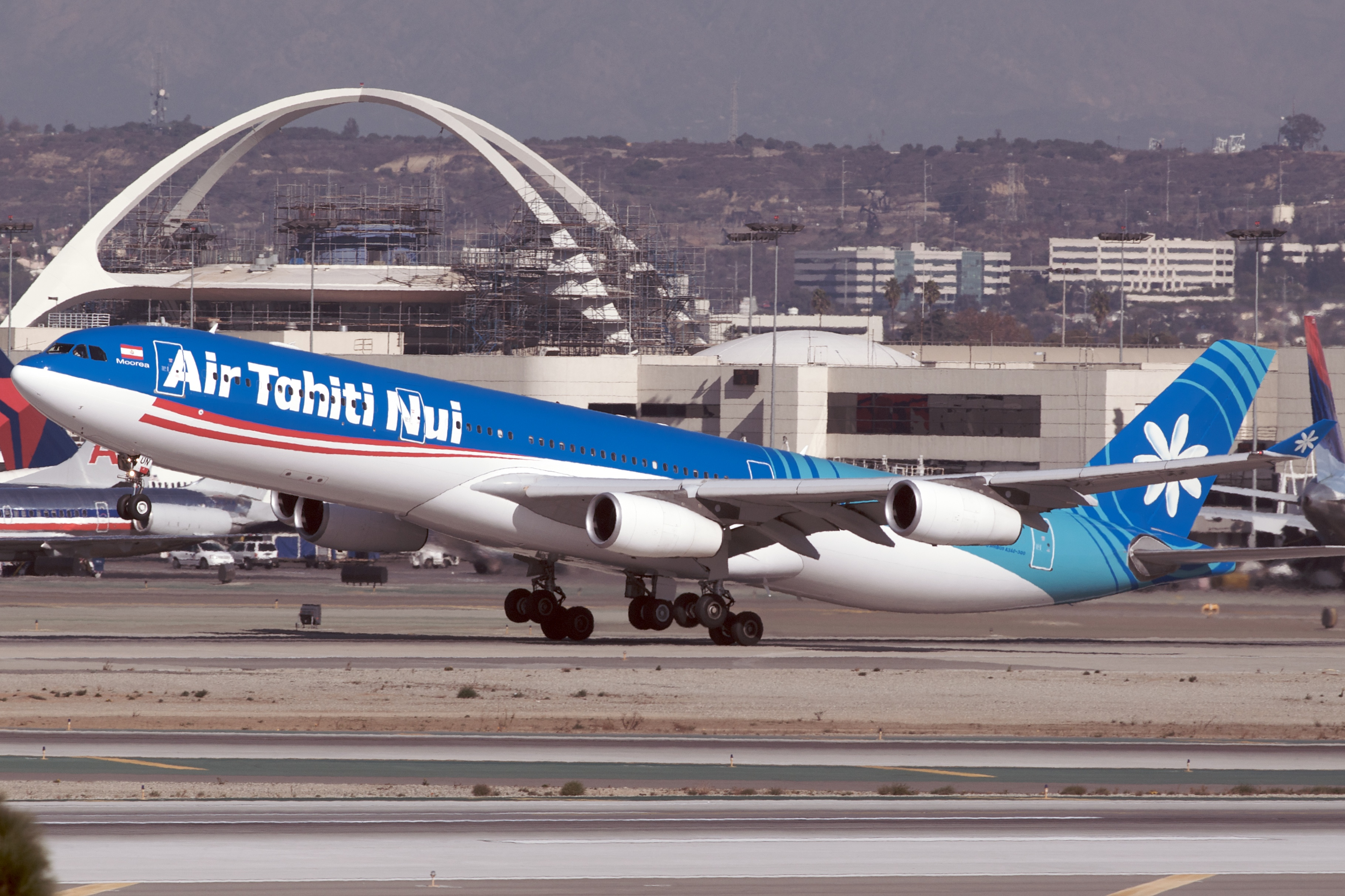
Airbus A340-300 авіакомпанії Air Tahiti Nui на зльоту з міжнародного аеропорту Лос-Анджелес, 2009 рік

У листопаді 2016 року повітряний флот авіакомпанії Air Tahiti Nui становили такі літаки: